# 邹放鸣
邹放鸣（1957年9月—2025年6月24日），男，四川洪雅人，中华人民共和国教育工作者，曾任中国矿业大学党委书记。

## 生平
1982年1月，毕业于中国矿业学院地质系应用地球物理专业，留校工作。1998年1月，任中国矿业大学党委副书记。2008年4月，任中国矿业大学社会主义学院副院长。2010年12月，接替退休的罗承选，任中国矿业大学党委书记。2011年7月，会见诺贝尔奖获得者卡罗·鲁比亚。2017年5月，卸任党委书记职务。退休后，担任中国矿业大学关工委常务副主任。2025年6月24日，在北京逝世。